# Amadeu Vives i Roig

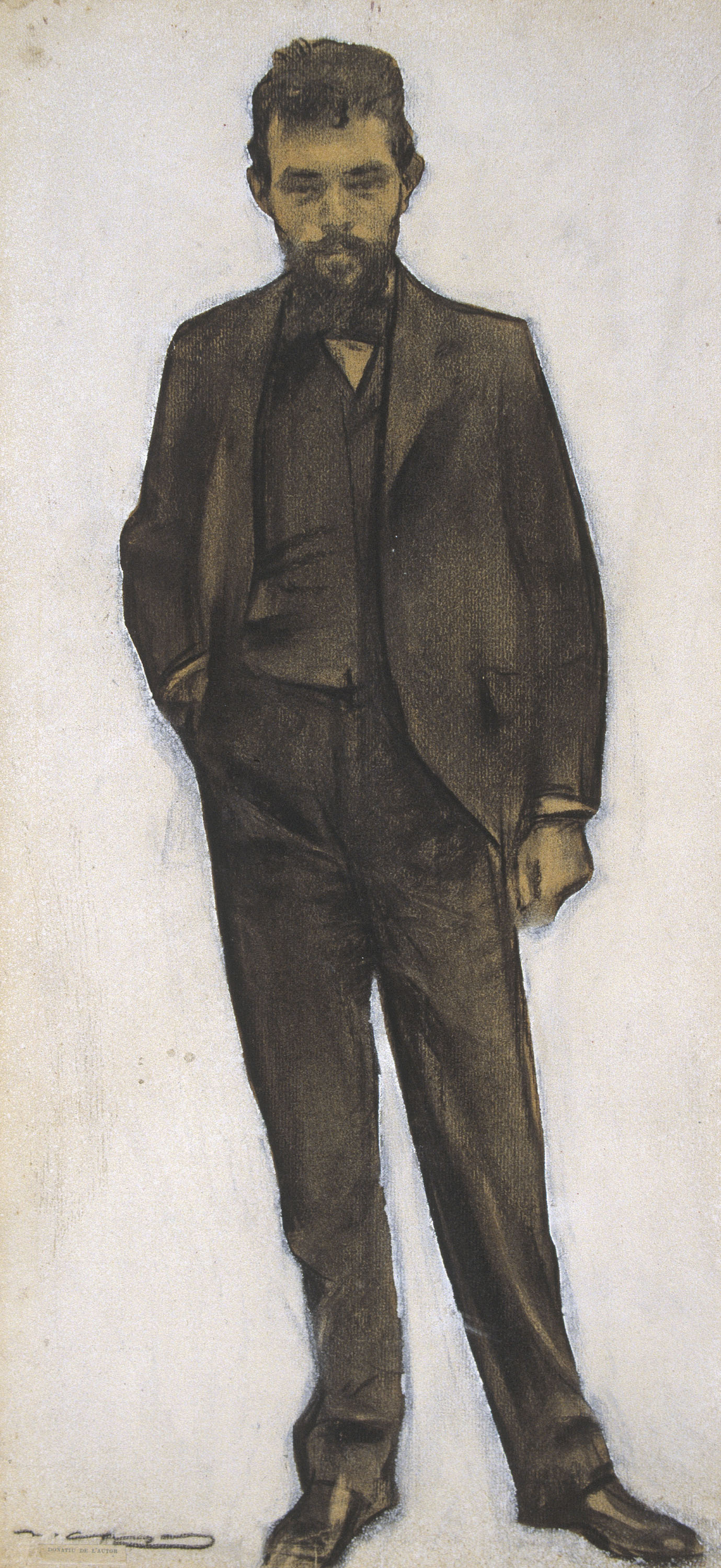
Amadeu Vives vist per Ramon Casas (MNAC)

Amadeu Vives i Roig (Collbató, el Baix Llobregat, 18 de novembre de 1871 - Madrid, 2 de desembre de 1932) fou un compositor i escriptor català, conegut fonamentalment per la seua obra lírica, d'entre la que cal destacar les sarsueles Doña Francisquita i Bohemios, considerades com unes de les cimeres del gènere. Amb Lluís Millet va fundar l'any 1891 l'Orfeó Català. Va compondre també obres corals de gran difusió i repercussió popular, com L'emigrant o La Balanguera. La seua vida es va desenrotllar entre Barcelona i Madrid, i en ambdues ciutats va gaudir de vertadera fama i veneració. Persona de gran cultura, va deixar diversos assaigs sobre temes d'estètica de la música. Les seves restes reposen al cementiri de Collbató des de l'any 2014.
El fons d'Amadeu Vives es conserva a la Biblioteca de Catalunya.
El Centre de Documentació de l'Orfeó Català conté una part del fons d'Amadeu Vives, el qual està format per 56 partitures. Més de la meitat d'aquestes són esborranys de sarsueles incompletes, i la majoria, reduccions per a veu o veus i piano. El fons també consta de cançons, misses i música instrumental entre les quals hi ha 10 obres completes. Es tracta de 2 misses (Missa de Glòria i Missa en Fa, dedicada al seu germà), l'Himne de Catalunya (es tracta de El cant del poble), música instrumental (Episodios de mi vida) i algunes cançons.

## Orígens
Amadeu Vives va néixer al número 2 del carrer Major de Collbató el 1871, fill d'una família humil de flequers i fou batejat a l'església de Sant Corneli amb els noms d'Amadeu Josep Joan. El seu pare fou Rafael Vives i Solà, natural de Sants, i la seva mare Josefa Roig, de Torrelles. Als quatre anys va iniciar els seus estudis de la mà del seu germà Camil Vives i Roig (1860-1931), que després seguiria la carrera eclesiàstica. El 1877 va sofrir un atac de poliomielitis que li va deixar lesions permanents al braç i la cama esquerres, quedant-li atrofiats per sempre.
Pels seus problemes de salut va ser internat en un asil de Barcelona, fins que la seua família s'hi va traslladar, moment en què Vives pot començar d'una manera més seriosa els seus estudis musicals. Ho farà com escolà de l'església de Santa Anna, intervenint també amb l'Escolania en una representació de Mefistofele de Boito al Liceu.
El 1886 es traslladà a Màlaga i després a Madrid, on va ocupar diverses places com a director de banda i on farà conéixer les seues primeres composicions.
Atès que les condicions de treball a Madrid no eren les desitjables, va tornar a Barcelona, on va iniciar una vida bohèmia que el va portar a la coneixença de Lluís Millet amb qui el 6 de setembre de 1891 va fundar l'Orfeó Català. Amb aquesta agrupació va estrenar diverses composicions corals al llarg de la seua vida entre les quals cal destacar les harmonitzacions de La Filadora, Els Segadors i Els tres tambors (1892) i les composicions originals Cançó de les palles i L'Emigrant (1893) (sobre text de Jacint Verdaguer); La Balanguera (sobre text del poeta mallorquí Joan Alcover i popularitzada en temps recents per Maria del Mar Bonet) i Tres idil·lis (1926); La fira i Collsacreu (1927); Follies i paisatges (1928).
Fins al 1900 va viure a Barcelona, on es va casar amb Montserrat Giner i va estrenar les primeres òperes: Artús (1897) i Euda d'Uriac (1900), aquesta darrera sobre text d'Àngel Guimerà (estrenada, però, en italià!). Tanmateix, també en aquest període va començar a compondre sarsueles per als teatres de Madrid, i encara que el primer títol madrileny, La primera del barrio (1898), va ser un fracàs, l'èxit de Vives va anar refermant-se amb obres com Don Lucas del Cigarral (1899), La preciosilla (1899) o La balada de la luz (1900). És el gran èxit d'aquesta darrera obra el que va precipitar el trasllat de la família Vives a Madrid.
La dedicació de Vives a la música d'escena, primer amb Artús, òpera allunyada de les essències nacionals catalanes, i després més acusadament per la seua dedicació a la sarsuela, van anar refredant la relació amb Lluís Millet. L'Orfeó Català havia nascut com una institució de fonaments nacionalistes i netament conservadora, que comptava amb el suport de la Lliga de Catalunya i compartia local amb Foment Catalanista. Tanmateix, Vives, malgrat marxar a Madrid va aconseguir mantenir una relació permanent amb Catalunya, i en els darrers anys de la seua vida fins i tot es va implicar en la vida política catalana, com a candidat a regidor de Barcelona per Acció Catalana. Davant els retrets d'una part de la societat catalana pel seu presumpte allunyament dels postulats nacionalistes Vives va declarar: Jo us asseguro que tota la meva música és pensada i escrita en català; els d'ara no se'n poden adonar, però algun dia, quan seré mort, ho descobriran els qui estudiïn sense prevencions i per damunt de l'ambient del nostre temps...

## Pas a Madrid
A Madrid va esdevenir un protagonista indiscutible de la vida musical, estrenant sarsueles de gran èxit popular i també de gran qualitat musical i teatral. A la capital d'Espanya va col·laborar amb els millors llibretistes i també va compondre sarsueles en col·laboració amb altres músics com Gerónimo Giménez. També es va relacionar amb els grans intel·lectuals espanyols de la generació del 98, com Ortega y Gasset, Valle Inclán o Azorín. Aquest darrer el considerava el músic espanyol més representatiu de la generació del desastre colonial. Destaquen d'aquest període les sarsueles Bohemios (1904) i La Generala (1912). També a Madrid va iniciar activitats d'empresari musical, junt a Vicent Lleó dels Teatres de la Zarzuela, Eslava i Cómico, sense massa èxit.
S'ha apuntat que potser Vives va trobar a Madrid un ambient més receptiu i més adaptat al seu geni i als seus interessos. En efecte, la Barcelona d'entre segles era una ciutat convulsionada per les lluites obreres i molt ideologitzada pel ressorgir nacionalista, en canvi a Madrid la petita burgesia vivia sense massa cabòries i es delia pels espectacles senzills i sense pretensions intel·lectuals, com era el cas de la sarsuela. Això feia que l'ambient líric de Madrid fora més ric i amb moltes més oportunitats per un compositor de vocació teatral com Vives.
El 1914 va estrenar al Teatro de la Zarzuela de Madrid la més apreciada de les seues òperes: Maruxa, ambientada a Galícia i sobre llibret de Luis Pascual Frutos. L'èxit de l'obra va provocar la seua estrena l'any següent al Teatro Real de Madrid, fet insòlit per a una òpera espanyola. També el 1915 va estrenar les Canciones epigramáticas per a soprano.
El seu prestigi va desembocar en el seu nomenament com a president de la secció de música de l'Ateneu de Madrid (1921) i catedràtic de composició del Conservatori de Madrid (1922).

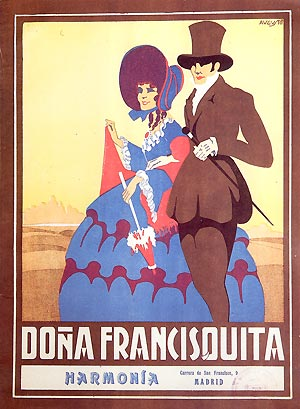
Doña Francisquita transcorre en l'escenari d'un Madrid idealitzat: alhora romàntic i castís

1923 és l'any de l'estrena de la que es considera la seua obra culminant: Doña Francisquita, obra d'un èxit aclaparador des del primer moment i que ha perdurat fins als nostres dies, i pedra de toc de la sarsuela del segle xx. Amb Doña Francisquita Vives intenta la sublimació del castissisme per la via de la sarsuela, igual que Granados ho va fer amb el piano, aconseguint una obra de gran encís musical i eficàcia teatral. Amb llibret de Federico Romero i Guillermo Fernández-Shaw està basada en la comèdia La discreta enamorada de Lope de Vega, amb l'acció traslladada al Madrid romàntic. El paper de Fernando (tenor) ha estat defensat i enregistrat per tenors de la talla d'Emili Vendrell, Alfredo Kraus, Plácido Domingo i Jaume Aragall. En les darreries del segle xx i principis del segle xxi, Doña Francisquita ha obtingut una creixent projecció internacional que l'ha duta als escenaris operístics més importants d'Europa i Amèrica.

## Mort i llegat

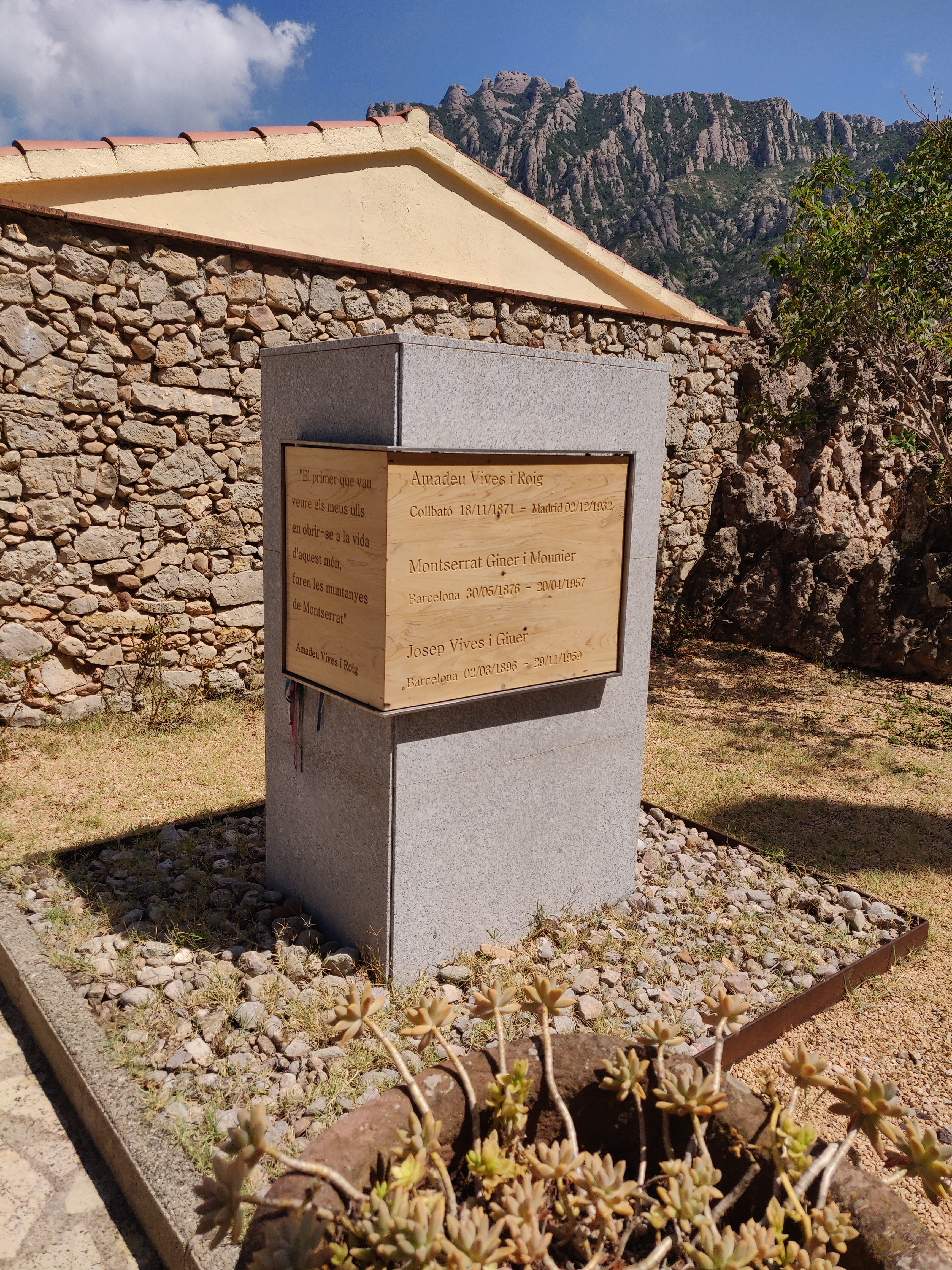
Tomba al Cementiri de Collbató, amb Montserrat al fons

Després d'una gira internacional amb la seua pròpia companyia de sarsuela i d'una breu estada a Barcelona que el portarà a retrobar-se amb l'Orfeó Català, Vives va retornar a Madrid, on va morir el 2 de desembre de 1932 a causa d'una miocarditis. El seu soterrament va convertir-se en una ampla mostra de dol popular tant a Madrid com a Barcelona, on van ser traslladades les despulles. L'Orfeó Català va interpretar L'Emigrant i el seguici fúnebre va travessar diversos carrers amb un acompanyament espectacular, fins al Cementeri Nou, on reposa en la tomba 508 de la Via Misericòrdia.
Entre les darreres obres cal destacar la sarsuela La Villana (1927), les Cançons Epigramàtiques dedicades a la soprano Conxita Badia que ella mateixa li estrena al Palau de la Música el maig de 1927, i la sarsuela pòstuma Talismán, estrenada 4 dies després de la mort del compositor.
Amadeu Vives va morir a Madrid el 2 de desembre de 1932. En els seus últims moments va demanar l'auxili d'un sacerdot català. Ja aquest al seu costat, li va pregar que li parlés de la Moreneta i, murmurant en els seus llavis el Virolai, va morir. El seu cos va ser exposat al poble madrileny en la seu social de la Societat General d'Autors d'Espanya, i, el dia 3, a Barcelona, a la sala d'assajos de l'Orfeó Català, al Palau de la Música, on hi va passar moltíssina gent. Fou inhumat al Cementiri de Montjuïc de Barcelona; en setembre de 2014, les restes foren traslladades al cementiri de la seva vila nadiua, Collbató, on reposen des de llavors.
També Vives va deixar una estimable obra literària, amb assaigs, una autobiografia i una comèdia teatral: Jo no sabia que el món era així, estrenada a Barcelona el 1929.

## Obres (Llista no exhaustiva)
En negreta, les obres més destacades.
| Data | Obra                                                                      | Tipus d'obra                            | Llibretistes                                                                                             | Estrena                                    |
| ---- | ------------------------------------------------------------------------- | --------------------------------------- | --- | ------------------------------------------ |
| 1897 | Artús                                                                     | Òpera                                   | Sebastià Trullol                                                                                         | Teatre Novedades (Barcelona), 19-5         |
| 1898 | La primera del barrio.                                                    | Sarsuela                                | Salvador María Granés Román, Antonio García Rufino                                                       | Teatro de la Zarzuela (Madrid), 10-6       |
| 1899 | Don Lucas del Cigarral.                                                   | Sarsuela gran                           | Tomás Luceño i Carlos Fernández Shaw, a partir d'Entre bobos anda el juego de Francisco Rojas Zorrilla   | Teatro Circo Parish (Madrid), 18-2         |
|      | La luz verde.                                                             | Sarsuela                                | Fiacro Yrayzoz                                                                                           | Teatro Apolo (Madrid), 16-4                |
|      | La preciosilla.                                                           | Sarsuela                                | Diego Jiménez Prieto                                                                                     | Teatro Romea (Madrid), 25-4                |
|      | La fruta del tiempo (en col·laboració amb Gregorio Mateos).               | Sarsuela                                | Gabriel Merino                                                                                           | T. Martín (Madrid), 26-9                   |
|      | El rey de la Alpujarra.                                                   | Sarsuela                                | Federico Locatelli                                                                                       | T. Eslava (Madrid), 23-12                  |
| 1900 | Viaje de instrucción.                                                     | Sarsuela                                | Jacinto Benavente                                                                                        | T. Eslava (Madrid), 6-1                    |
|      | La balada de la luz.                                                      | Sarsuela                                | Eugenio Sellés                                                                                           | Teatro de la Zarzuela (Madrid), 13-6       |
|      | Euda d'Uriac.                                                             | Òpera                                   | Àngel Guimerà                                                                                            | Teatre Novedades (Barcelona), 17-10        |
|      | El escalo.                                                                | Sarsuela                                | Carlos Arniches, Celso Lucio                                                                             | T. Eslava (Madrid)                         |
|      | Polvorilla (en col·laboració amb Antonio Montesinos).                     | Sarsuela                                | Fiacro Yráyzoz, Carlos Fernández Shaw                                                                    | T. Eslava (Madrid)                         |
| 1901 | La barcarola.                                                             | Sarsuela                                | Eugenio Sellés                                                                                           | Teatro de la Zarzuela (Madrid)             |
|      | A estudiar a Salamanca (en col·laboració amb José Mª Guervós).            | Sarsuela                                | Tomás Luceño                                                                                             | Teatro Apolo (Madrid)                      |
|      | La buenaventura (en col·laboració amb José María Guervós).                | Sarsuela                                | L. López Ballesteros, Carlos Fernández Shaw                                                              | Teatro Apolo (Madrid), 30-4                |
|      | Doloretes (en col·laboració amb Manuel Quislant).                         | Sarsuela                                | Carlos Arniches                                                                                          | Teatro Apolo (Madrid), 28-6                |
|      | El coco.                                                                  | Sarsuela                                | José Jackson Veyán, José Francos Rodríguez                                                               | T. Apolo (Madrid)                          |
| 1902 | La caprichosa.                                                            | Sarsuela                                | Luis Pascual Frutos, Antonio López Monís                                                                 | Teatro de la Zarzuela (Madrid)             |
|      | El tirador de palomas.                                                    | Sarsuela                                | Carlos Fernández Shaw, Ramón Asensio Mas                                                                 | T. Apolo (Madrid), 17-2                    |
|      | El curita.                                                                | Sarsuela                                | Ventura de la Vega                                                                                       | T. Eslava (Madrid)                         |
|      | Lola Montes.                                                              | Sarsuela                                | Fiacro Yráyzoz                                                                                           | Teatro de la Zarzuela (Madrid), 11-6       |
|      | La nube.                                                                  | Sarsuela                                | Eugenio Sellés                                                                                           | Teatro de la Zarzuela (Madrid)             |
|      | Sueño de invierno (en col·laboració amb Gregorio Mateos).                 | Sarsuela                                | Gabriel Merino                                                                                           | T. Cómico (Madrid)                         |
| 1903 | El cornetín de órdenes (en col·laboració amb Manuel de Falla).            | Sarsuela                                | - | - (perduda)                                |
|      | La cruz de Malta (en col·laboració amb Manuel de Falla).                  | Sarsuela                                | Pedro Muñoz Seca, Enrique García Álvarez                                                                 | -                                          |
|      | Su Alteza Imperial (en col·laboració amb Enric Morera).                   | Sarsuela                                | Sinesio Delgado                                                                                          | T. Price (Madrid)                          |
|      | El parador de las golondrinas.                                            | Sarsuela                                | Manuel Rovira i Serra                                                                                    | T. de la Zarzuela (Madrid)                 |
|      | La patria nueva.                                                          | Sarsuela                                | Fiacro Yráyzoz, Manuel Merino                                                                            | T. de la Zarzuela (Madrid)                 |
|      | El ramo de azahar.                                                        | Sarsuela                                | Fiacro Yráyzoz                                                                                           | T. de la Zarzuela (Madrid)                 |
| 1904 | Bohemios.                                                                 | Sarsuela (en 1920, versió com a òpera)  | Guillermo Perrín, Miguel Palacios                                                                        | Teatro de la Zarzuela (Madrid), 24-3       |
|      | El húsar de la guardia (en col·laboració amb Gerónimo Giménez).           | Sarsuela                                | Guillermo Perrín, Miguel Palacios                                                                        | Teatro de la Zarzuela (Madrid), 1-10       |
|      | La familia de Don Saturio.                                                | Sarsuela                                | Ricardo de la Vega                                                                                       | T. Apolo (Madrid)                          |
|      | La rabalera.                                                              | Sarsuela                                | Miguel Echegaray                                                                                         | T. de la Zarzuela (Madrid)                 |
|      | La vendimia (en col·laboració amb Rafael Calleja).                        | Sarsuela                                | Diego Jiménez Prieto, Giménez Guerra                                                                     | T. Cómico (Madrid)                         |
|      | El prisionero de guerra (en col·laboració amb Manuel de Falla).           | Sarsuela                                | - | (perduda)                                  |
| 1905 | El amigo del alma (en col·laboració amb Gerónimo Giménez).                | Sarsuela                                | Francisco de Torres, Carlos Cruselles                                                                    | T. Eslava (Madrid)                         |
|      | El dinero y el trabajo (en col·laboració amb Artur Saco del Valle)        | Sarsuela                                | José Jackson Veyán, Ramón Rocabert                                                                       | T. Cómico (Madrid)                         |
|      | El arte de ser bonita (en col·laboració amb Gerónimo Giménez).            | Sarsuela                                | Antonio Paso, Diego Jiménez                                                                              | T. Cómico (Madrid)                         |
|      | Las granadinas (en col·laboració amb Gerónimo Giménez).                   | Sarsuela                                | Guillermo Perrín, Miguel Palacios                                                                        | T. Cómico (Madrid)                         |
|      | El cochero (en col·laboració amb Artur Saco del Valle)                    | Sarsuela                                | Ramón Rocabert                                                                                           | T. Cómico (Madrid)                         |
|      | El príncipe ruso.                                                         | Sarsuela                                | Luciano Boada, Manuel Castro Tiedra                                                                      | T. Moderno (Madrid)                        |
|      | La dama duende.                                                           | Sarsuela                                | Carlos Fernández Shaw                                                                                    | T. Apolo (Madrid)                          |
|      | La tribu malaya.                                                          | Sarsuela                                | Sinesio Delgado                                                                                          | T. Apolo (Madrid)                          |
|      | Sangre roja.                                                              | Sarsuela                                | Manuel Linares Ribas                                                                                     | T. Apolo (Madrid)                          |
|      | El diablo verde (en col·laboració amb Gerónimo Giménez).                  | Sarsuela                                | Guillermo Perrín, Miguel Palacios                                                                        | Teatro de la Zarzuela (Madrid)             |
|      | La favorita del Rey.                                                      | Sarsuela                                | Guillermo Perrín, Miguel Palacios                                                                        | T. Apolo (Madrid)                          |
|      | La libertad (en col·laboració amb Gerónimo Giménez).                      | Sarsuela                                | Guillermo Perrín, Miguel Palacios                                                                        | Teatre Tívoli (Barcelona)                  |
|      | La gatita blanca (en col·laboració amb Gerónimo Giménez).                 | Revista                                 | José Jackson Veyán, Jacinto Capella                                                                      | T. Cómico (Madrid), 23-12                  |
| 1906 | El golpe de estado (en col·laboració amb Gerónimo Giménez).               | Sarsuela                                | Atanasio Melantuche, Santiago Oria                                                                       | T. Eslava (Madrid)                         |
|      | La venta de la alegría (en col·laboració amb Gerónimo Giménez).           | Sarsuela                                | Guillermo Perrín, Miguel Palacios                                                                        | T. Apolo (Madrid)                          |
|      | El guante amarillo (en col·laboració amb Gerónimo Giménez).               | Sarsuela                                | José Jackson Veyán, Jacinto Capella                                                                      | T. Cómico (Madrid)                         |
|      | La Machaquito (en col·laboració amb Gerónimo Giménez).                    | Sarsuela                                | Luis de Larra y Ossorio, Jacinto Capella                                                                 | T. Eslava (Madrid)                         |
|      | La marcha real.                                                           | Sarsuela                                | Antonio Paso, Joaquín Abatí                                                                              | T. de la Zarzuela (Madrid)                 |
|      | Sangre torera.                                                            | Sarsuela                                | Luis Pascual Frutos, Antonio López Monís                                                                 | Teatro Eslava (Madrid)                     |
| 1907 | La Chipén.                                                                | Sarsuela                                | Ricardo Monasterio, Félix Limendoux                                                                      | T. Cómico (Madrid)                         |
|      | Las tres cosas de Jerez.                                                  | Sarsuela                                | Pedro Muñoz Seca, Carlos Fernández Shaw                                                                  | T. Eslava (Madrid)                         |
| 1908 | Pepe Botella (en col·laboració amb Vicent Lleó).                          | Sarsuela                                | Miguel Ramos Carrión                                                                                     | Teatro de la Zarzuela (Madrid), 17-3       |
|      | Los episodios nacionales (en col·laboració amb Vicent Lleó).              | Sarsuela                                | Maximiliano Thous, Elías Cerdá                                                                           | Teatro de la Zarzuela (Madrid), 30-4       |
|      | El robo de la perla negra (en col·laboració amb Camil Vives).             | Sarsuela                                | Llansó, Cuesta                                                                                           | T. de la Zarzuela (Madrid)                 |
|      | El talismán prodigioso.                                                   | Sarsuela                                | Sinesio Delgado                                                                                          | T. Apolo (Madrid)                          |
| 1909 | Ábreme la puerta.                                                         | Sarsuela                                | Fiacro Yráyzoz                                                                                           | Teatro Eslava (Madrid)                     |
|      | La muela del rey Farfán.                                                  | Sarsuela                                | Serafín y Joaquín Álvarez Quintero                                                                       | T. Apolo (Madrid), 28-12                   |
|      | La mujer de boliche (en col·laboració amb Camil Vives).                   | Sarsuela                                | Manuel Fernández de la Puente                                                                            | Teatre Gran Via (Barcelona)                |
| 1910 | Juegos malabares.                                                         | Sarsuela                                | Miguel Echegaray                                                                                         | T. Eslava (Madrid), 4-2                    |
|      | Colomba.                                                                  | Òpera                                   | Guillermo Fernández-Shaw sobre Colombe, novel·la de Prosper Merimée                                      | Teatro Real (Madrid), 15-10                |
|      | El alma del querer (en col·laboració amb Tomás Barrera).                  | Sarsuela                                | Pedro Pérez Fernández                                                                                    | Gran Teatro de Madrid                      |
|      | Así son todas.                                                            | Sarsuela                                | Enrique de la Vega                                                                                       | T. Apolo (Madrid)                          |
|      | La fresa.                                                                 | Sarsuela                                | José Jackson Veyán, José López Silva                                                                     | T. Eslava (Madrid)                         |
|      | Gloria in excelsis.                                                       | Sarsuela                                | Sinesio Delgado                                                                                          | T. Apolo (Madrid)                          |
|      | La reina Mi Mi.                                                           | Sarsuela                                | Guillermo Perrín, Miguel Palacios                                                                        | T. Apolo (Madrid)                          |
|      | El palacio de los duendes (en col·laboració amb Josep Serrano).           | Sarsuela                                | Sinesio Delgado                                                                                          | T. Apolo (Madrid), 28-12                   |
| 1911 | La casa de los enredos.                                                   | Sarsuela                                | Juan Lorenzo                                                                                             | T. Apolo (Madrid)                          |
|      | Los viajes de Gulliver (en col·laboració amb Gerónimo Giménez).           | Sarsuela                                | Antonio Paso, Joaquín Abatí                                                                              | T. Cómico (Madrid), 21-2                   |
|      | La casta Susana (música, Jean Gilbert; adaptació d'Amadeo Vives).         | Sarsuela                                | letra, Georges Okonkowski; adaptació espanyola de José Paz Guerra                                        | Gran Teatro de Madrid, 22-09               |
|      | La canción española (en col·laboració amb Tomás Barrera).                 | Sarsuela                                | Miguel Mihura, Ricardo González del Toro                                                                 | Gran Teatro de Madrid, 14-12               |
|      | Agua de noria.                                                            | Sarsuela                                | Miguel Echegaray                                                                                         | T. Apolo (Madrid), 4-3                     |
|      | Anita la risueña.                                                         | Sarsuela                                | Serafín i Joaquín Álvarez Quintero                                                                       | T. Apolo (Madrid), 23-12                   |
|      | La gallina de los huevos de oro.                                          | Sarsuela                                | Antonio Paso, Joaquín Abatí                                                                              | T. Lara (Madrid), 23-12                    |
| 1912 | Al cantar de la jota.                                                     | Sarsuela                                | Fiacro Yráyzoz                                                                                           | Teatro Novedades (Madrid)                  |
|      | La alegre Polonia.                                                        | Sarsuela                                | - | Gran Teatro de Madrid                      |
|      | La Generala.                                                              | Opereta                                 | Guillermo Perrín, Miguel Palacios                                                                        | Gran Teatro de Madrid, 14-6                |
| 1913 | El pretendiente'.                                                         | Òpera                                   | Miguel Echegaray                                                                                         | T. Apolo (Madrid), 27-6                    |
| 1914 | Maruxa.                                                                   | Òpera                                   | Luis Pascual Frutos                                                                                      | T. de la Zarzuela (Madrid), 28-5           |
|      | El gran simpático.                                                        | Sarsuela                                | Ricardo González del Toro                                                                                | T. Martín (Madrid)                         |
|      | Miss Australia.                                                           | Sarsuela                                | Guillermo Perrín, Miguel Palacios                                                                        | Gran Teatro de Madrid                      |
| 1915 | La cena de los húsares.                                                   | Sarsuela                                | Antonio Paso, Joaquín Abatí                                                                              | T. Apolo (Madrid)                          |
|      | La veda del amor.                                                         | Sarsuela                                | Guillermo Perrín, Miguel Palacios                                                                        | Gran Teatro de Madrid, 5-12                |
| 1916 | Canciones epigramáticas.                                                  | Cançons per a veu i piano               | diversos poetes espanyols dels s XVI-XVII                                                                | -                                          |
|      | La guitarra del amor (en col·laboració amb Tomás Bretón i Ricardo Villa). | Sarsuela                                | Guillermo Perrín, Miguel Palacios                                                                        | Teatro de la Zarzuela (Madrid), 16-5       |
|      | Los pendientes de la Trini.                                               | Sarsuela                                | Ángel Torres del Álamo, Antonio Asenjo Pérez                                                             | T. Apolo (Madrid)                          |
|      | La ley del embudo.                                                        | Sarsuela                                | Sinesio Delgado                                                                                          | T. Apolo (Madrid)                          |
|      | El señor Pandolfo.                                                        | Sarsuela                                | Pedro Pérez Fernández, Luis Fernández Ardavín                                                            | T. Apolo (Madrid), 27-12                   |
| 1917 | El tesoro.                                                                | Sarsuela                                | Manuel Fernández de la Puente                                                                            | Teatro de la Zarzuela (Madrid), 7-4        |
| 1918 | Todo el mundo en contra mía.                                              | Sarsuela                                | Manuel Fernández de la Puente                                                                            | T. Apolo (Madrid)                          |
| 1919 | Alegres y desenfadados.                                                   | Sarsuela                                | - | Gran Teatre del Liceu, 5-10                |
|      | Balada de Carnaval.                                                       | Òpera                                   | Joaquín Montero, Luis Fernández Ardavín                                                                  | Gran Teatro de Madrid, 5-7                 |
|      | Trianerías.                                                               | Sarsuela                                | Pedro Muñoz Seca, Pedro Pérez Fernández                                                                  | T. Apolo (Madrid)                          |
|      | Las verónicas.                                                            | Sarsuela                                | Pedro Muñoz Seca, Pedro Pérez Fernández                                                                  | T. Reina Victoria (Madrid)                 |
| 1920 | Pepe Conde, o, El mentir de las estrellas.                                | Sarsuela                                | Pedro Muñoz Seca, Pedro Pérez                                                                            | T. Apolo (Madrid), 5-1                     |
|      | Bohemios (versió operística de Conrado del Campo).                        | Òpera (a partir de la sarsuela de 1904) | Guillermo Perrín, Miguel Palacios                                                                        | Teatro Real (Madrid), 26-2                 |
|      | El duquesito, o, La corte de Versalles.                                   | Sarsuela                                | Luis Pascual Frutos                                                                                      | T. Reina Victoria (Madrid), 16-4           |
| 1921 | El parque de Sevilla.                                                     | Sarsuela                                | Pedro Muñoz Seca, Pedro Pérez Fernández                                                                  | T. Apolo (Madrid), 22-1                    |
|      | El sinvergüenza en palacio (en col·laboració amb Pablo Luna).             | Sarsuela                                | Pedro Pérez, Pedro Muñoz Seca                                                                            | T. Apolo (Madrid)                          |
| 1922 | Bergamino el Lampo.                                                       | Sarsuela                                | Eduard Marquina, Gregorio Martínez Sierra                                                                | Teatre Tívoli (Barcelona), 21-1            |
|      | El ministro Giroflán.                                                     | Sarsuela                                | Juan José Cadenas                                                                                        | T. Reina Victoria (Madrid)                 |
| 1923 | Doña Francisquita.                                                        | Sarsuela                                | Federico Romero, Guillermo Fernández-Shaw, sobre La discreta enamorada de Lope de Vega                   | T. Apolo (Madrid), 17-10                   |
| 1926 | Francisquita la maleva.                                                   | Sarsuela                                | - | T. Nuevo (Buenos Aires)                    |
| 1927 | La villana.                                                               | Sarsuela                                | Federico Romero, Guillermo Fernández-Shaw, sobre Peribáñez y el comendador de Ocaña de Lope de Vega      | T. de la Zarzuela (Madrid), 1-10           |
| 1927 | Canciones epigramáticas.                                                  | Cançons                                 | Dedicades a Conxita Badia, estrenades per la mateixa Conxita Badia acompanyada pel pianista Ricard Viñes | Palau de la Música Catalana (Barcelona)    |
| 1928 | Los flamencos.                                                            | Sarsuela                                | Federico Romero, Guillermo Fernández-Shaw                                                                | T. Apolo (Madrid), 15-11                   |
| 1929 | La noche de verbena.                                                      | Sarsuela                                | Luis de Vargas                                                                                           | T. Eslava (Madrid) pel tenor Vicente Simon |
| 1932 | Talismán.                                                                 | Sarsuela                                | Federico Romero, Guillermo Fernández-Shaw, sobre l'obra de Walter Scott                                  | T. Calderón (Madrid), 6-12                 |

### Obra coral i vocal
- Santus, per a cor i orquestra (1892)
- La complanta d'en Guillem, per a cor i orquestra (1892)
- La filadora, harmonització per a cor (1892)
- Els Segadors, harmonització per a cor (1892)
- Els tres tambors, harmonització per a cor (1892)
- Cançó de les palles, per a cor (1893)
- L'emigrant, per a cor (1893)
- La Balanguera, per a cor (1926)
- Tres idil·lis, per a cor (1926)
- Follies i paisatges, Suite per a cor (1928)

### Altres obres
- Fulla d'album, per a quartet de corda (1892)
- Somnis, Suite per a orquestra (1893)
- Goigs i Planys, sardana per a cobla (1926)
- Matinada santpolenca, sardana per a cobla (1926)
- Eixelebrada, sardana per a cobla (1926)
- Montserratina, sardana per a cobla (1926)